# Лихачов Дмитро Сергійович
Дмитро́ Сергі́йович Лихачо́в (рос. Дмитрий Сергеевич Лихачёв; 15 (28) листопада 1906, Санкт-Петербург — 30 вересня 1999, Санкт-Петербург) — радянський і російський філолог, історик, текстолог, академік АН СРСР, потім РАН.
Автор фундаментальних праць присвячених історії давньоруської літератури, текстології.

## Біографія
Походить з родини старообрядців. За царату навчався в гімназії, потім в реальному училищі К. Мая, потім в радянській школі імені Л. Лентовської, яку значно пізніше перейменують у його честь.
Студент Ленінградського державного університету, факультет суспільних наук, романо-німецька і російсько-слов'янська секція до 1928 р. Брав участь у напівжартівливій студентській «Космічній академії наук», де зробив доповідь про небажаність зміни Леніном старої російської орфографії, «ворогом Церкви Христової і народу російського». Університет давно був під пильним наглядом ЧК. Жартівливої доповіді було достатньо для арешту 22 -річного студента 8 лютого 1928 р. і заслання в Соловецький табір особливого призначення (як політв'язень, тобто найгірша з категорій в'язнів).
Дивом уник розстрілу, що провели в концтаборі на честь ювілейних роковин більшовицького перевороту 1917 року.
- Був звільнений у листопаді 1931 року з переведенням на будівництво Біломоро-Балтійського каналу. Як ударник праці звільнений 1932 року.
- 1932-1934 рр. — літературний редактор Соцекгіза, потім коректор друкарні «Комінтерн» (Ленинград). Перейшов на працю у видавництво Академії наук СРСР, Ленінградське відділення.

- 1935 р. — узяв шлюб з З. Макаровою. Мав двох дочок-близнюків.
- 1936 р. — за клопотанням президента Академії наук Карпинського, з Лихачова зняли судимість.

- 1938—1954 рр. — науковий співробітник Інституту російської літератури АН СРСР в Ленінграді. Кандидат філологічних наук з 1941 року. У 1942 р. евакуйований з родиною з блокадного Ленінграда.

- 1946-1953 рр. — доцент, з 1951 р. професор Ленінградського державного університету. З 1947 р. доктор філологічних наук. 1948—1999 рр — член Наукової ради Інституту російської літератури АН СРСР.

- 1952 р. як член редколегії отримав Сталінську премію другої ступіні за накову книгу «Історія культури Стародавньої Руси», Т 2. З 1953 р. обраний членом-кореспондентом Академії наук СРСР.

- 1959 р. — член Наукової ради Музею староруського мистецтва імені Андрія Рубльова в Москві.

- 1960—1999 рр. — член Наукової ради Державного Руського музею в Ленінграді.

- 1965-1966 рр. — член Організаційного комітета Всерадянської спілки охорони пам'яток історії і культури. З 1967 р. — почесний доктор Оксфордського університету (Велика Британія).

- 1969 р.- Державна премія СРСР за наукову працю «Поетика стародавньої руської літератури».

- 1970 р. — обрання дійсним членом Акадмії наук СРСР.

- 1986 р. у зв'язку з 80-річчям з дня народження і науковим внеском отримав звання Героя Соціалістичної праці, орден Леніна і золоту медаль «Серп і Молот».

- 1986-1993 рр. - 1-й керівник правління Радянського фонду культури, з 1991 року (після розвалу СРСР) Російського фонду культури.

- 1989 р. — 1-ша Європейська премія за культурну діяльність.

- 1993 — першим після Жовтневого перевороту отримав звання Почесного громадянина Санкт-Петербурга.[2]

- 1997 р. — премія Президента РФ в галузі літератури і мистецтва.

- 1998 р. — перший кавалер відродженого ордена апостола Андрія Першозванного.

Помер 30 вересня 1999 року в Петербурзі. Був похованний 4 жовтня на Комаровському кладовищі.